# تلمبه یامحمد
تلمبه یامحمد یک روستا در ایران است که در دهستان نگار استان کرمان واقع شده‌است. براساس سرشماری مرکز آمار ایران در سال ۱۳۹۵، تلمبه یامحمد ۱۸ نفر جمعیت دارد.